# Patricia Chagnon

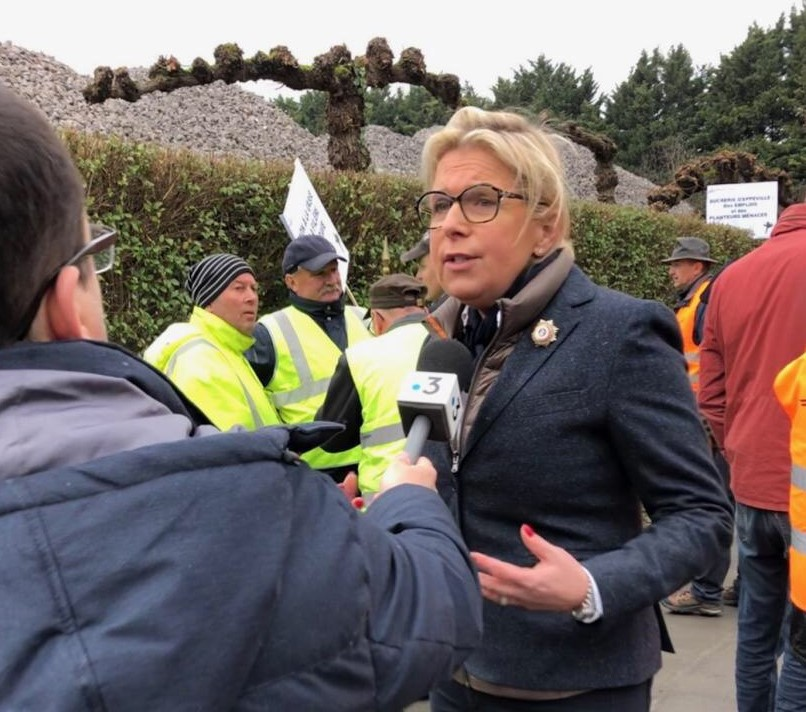
Patricia Chagnon, 2019

Patricia Chagnon (geboren als Patricia Clevers, * 20. November 1963 in Eindhoven) ist eine französische Politikerin des Rassemblement national. Sie ist seit Juli 2022 Mitglied des Europäischen Parlaments.

## Privates
Chagnon stammt aus den Niederlanden, lebt jedoch seit den 1990er Jahren in Frankreich und hat die französische Staatsbürgerschaft angenommen.
1998 kaufte sie mit ihrem Mann Yannick das in Abbeville gelegene Schloss Bagatelle und seinen Garten, den sie mit Hilfe eines Landschaftsarchitekten restaurierten.
Zwischen 2003 und 2011 war Patricia Chagnon Präsidentin des Fremdenverkehrsamts von Abbeville. Im Jahr 2010 wurde ihr die Médaille du tourisme in Bronze verliehen. 2018 wurde Chagnon wegen Mobbings zwischen 2009 und 2011 gegenüber ihrer Angestellten, der Direktorin im Tourismusbüro von Abbeville, zu einer Geldstrafe von 10.000 Euro, davon 8.000 Euro auf Bewährung, sowie einen zweijährigen Entzug des passiven Wahlrechts verurteilt. Ihre Verurteilung wurde 2021 in der Berufung aufrechterhalten, die Unwählbarkeit jedoch aufgehoben.
Im Jahr 2019 gab sie an, von Beruf Dolmetscherin zu sein.

## Politische Laufbahn
Seit 2014 ist sie Gemeinderätin der Opposition in Abbeville und Gemeinderätin der Communauté d’agglomération de la Baie de Somme.
2017 kommentierte Chagnon innerhalb von zwei Wochen über eine Stunde lang Nachrichten auf dem 2022 in der Europäischen Union verbotenen russischen Auslandsfernsehsender RT France und warb dort für das Programm ihrer Partei.
Von 2015 bis 2021 war sie Regionalrätin für die Region Hauts-de-France.
Sie stand 2019 auf Platz 26 der europäischen Liste des Rassemblement National, welches 23 Mandate erhielt.
Am 29. Juli 2022 rückte Chagnon für Hélène Laporte nach und wurde für die Fraktion Identität und Demokratie Mitglied des Europäischen Parlaments.

## Veröffentlichungen (Auswahl)
- gemeinsam mit Yannick Chagnon: Château de Bagatelle. Abbeville. Les jardins de Bagatelle. Abbeville (16 S.).